# Медаль Ушакова (СССР)
Меда́ль Ушако́ва — государственная награда СССР. Учреждена Указом Президиума ВС СССР от 3.03.1944 «Об учреждении военных медалей: медали Ушакова и медали Нахимова».
Медаль выполнена по проекту архитектора М. А. Шепилевского.

## Положение о медали Ушакова
Медалью Ушакова награждались матросы и солдаты, старшины и сержанты, мичманы и прапорщики Военно-Морского Флота и морских частей пограничных войск за мужество и отвагу, проявленные при защите социалистического Отечества на морских театрах, как в военное, так и в мирное время.
Награждение медалью Ушакова производилось за личное мужество и отвагу, проявленные:
- в боях с врагами социалистического Отечества на морских театрах;
- при защите государственной морской границы СССР;
- при выполнении боевых задач кораблей и частей Военно-Морского Флота и пограничных войск;
- при исполнении воинского долга в условиях, сопряжённых с риском для жизни.

Медаль Ушакова носится на левой стороне груди и при наличии других медалей СССР располагается после медали «За отвагу».

## Описание медали Ушакова
Медаль Ушакова изготавливалась из серебра 925 пробы. Имеет форму круга диаметром 36 мм с выпуклым бортиком, в середине которого помещено рельефное погрудное изображение Ф. Ф. Ушакова, обрамлённое по окружности выпуклыми точками. Вверху, по окружности, — надпись выпуклыми буквами: «Адмирал Ушаков». Внизу, под рельефным изображением Ушакова, — две лавровые ветви, соединённые перекрещивающейся лентой. Круг медали наложен на якорь. На оборотной стороне — номер медали. Медаль при помощи ушка и кольца соединяется с пятиугольной колодкой, обтянутой шёлковой муаровой лентой голубого цвета с белыми и синими полосками вдоль краёв. Ширина ленты — 24 мм, ширина белой полоски — 2 мм, ширина синей полоски — 1,5 мм. Поверх ленты, от верхних углов колодки к ушку медали, крепится якорная цепь.
Всего за годы Великой Отечественной войны медалью награждено около 14 тысяч моряков.
28 марта 1980 года принята новая редакция положения о медали, согласно которой в период с 1980 по 1991 гг. медалью было награждено около 1000 человек.
Всего, по состоянию на 1995 год, медалью награждены 16080 человек .

## Интересные факты
- Это единственная в мире медаль на ленте которой помещена миниатюрная копия металлической цепи[источник не указан 1269 дней].
- Аналог такой медали с таким же названием хотели учредить в РОА, хотя у них не было Военно-морских сил, таким шагом немецкое командование хотело продемонстрировать боеспособность РОА которая могла бы (в теории) со временем обзавестись и своим флотом[источник не указан 1269 дней][значимость факта?].
- Медаль Ушакова — аналог медали «За Отвагу» но только для рядового и сержантско-старшинского состава ВМФ, а также мичманов. Известны единичные случаи вручения этой медали младшим офицерам флота — по просьбам матросских коллективов[2].